# Noah Baumbach
Noah Baumbach (ur. 3 września 1969 w Nowym Jorku) – amerykański reżyser, scenarzysta i producent filmowy. Nominowany do Oscara za najlepszy scenariusz oryginalny do komiediodramatu Walka żywiołów (2005) i Historia małżeńska (2019). Ceniony również za filmy Frances Ha (2012) czy Fantastyczny pan Lis (2009).

## Życiorys
Urodził się na Brooklynie jako trzecie z czworga dzieci Georgii Brown, krytyczki „Village Voice”, i Jonathana Baumbacha, powieściopisarza. Jego matka była protestantką, a ojciec żydem. W 1987 ukończył liceum Midwood High School na Brooklynie, a w 1991 uzyskał tytuł licencjata filologii angielskiej na Vassar College. Później pracował jako korespondent dla „New York Timesa”.
Jego debiutem reżyserskim było Tupiąc i wrzeszcząc (1995). Współtworzył scenariusze do filmu Fantastyczny pan Lis (2009) Wesa Andersona oraz do animacji Madagaskar 3 (2012). W 2012 nakręcił film dokumentalny De Palma, który współreżyserował Jake Paltrow.

## Życie prywatne
2 września 2005 ożenił się z Jennifer Jason Leigh. Para poznała się w 2001, gdy Leigh występowała na Broadwayu w sztuce Dowód. 17 marca 2010 urodził się jego syn, Rohmer Emmanuel. Zaledwie 7 miesięcy po urodzeniu syna Leigh wzniosła sprawę o rozwód, gdyż między małżonkami zaistniały „różnice nie do pogodzenia”. Po trzech latach separacji (2010), para wzięła rozwód 17 września 2013. Historia tego rozwodu zainspirowała Baumbacha do napisania scenariusza do jego największego jak dotąd sukcesu - zrealizowanej dla Netflixa Historii małżeńskiej (2019).
W 2023 poślubiłdługoletnią partnerkę Gretę Gerwig, z którą ma dwóch synów.

## Nagrody i wyróżnienia
- 2010: Najlepszy scenariusz, Fantastyczny pan Lis
- 2017: Zdobycie Psiej Palmy

## Wybrana filmografia
| Rok  | Tytuł                                                                     | Działalność | Działalność | Działalność | Działalność | Działalność | Uwagi                                                      |
| Rok  | Tytuł                                                                     | Reżyser     | Scenarzysta | Producent   | Aktor       | Rola        | Uwagi                                                      |
| ---- | ------------------------------------------------------------------------- | ----------- | ----------- | ----------- | ----------- | ----------- | ---------------------------------------------------------- |
| 1995 | Tupiąc i wrzeszcząc (Kicking and Screaming)                               | T           | T           | N           | T           | Danny       | Debiut reżyserki                                           |
| 1997 | Impreza za imprezą (Highball)                                             | T           | T           | N           | T           | Philip      |                                                            |
| 1997 | Zazdrośnik (Mr. Jealousy)                                                 | T           | T           | N           | T           | Arliss      |                                                            |
| 2000 | Conrad & Butler Take a Vacation                                           | T           | T           | N           | T           |             | Film krótkometrażowy                                       |
| 2000 | Thirty                                                                    | N           | T           | N           | N           |             | Film krótkometrażowy                                       |
| 2004 | Podwodne życie ze Steve’em Zissou (The Life Aquatic with Steve Zissou)    | N           | T           | N           | T           | Phillip     |                                                            |
| 2005 | Walka żywiołów (The Squid and the Whale)                                  | T           | T           | N           | N           |             | Nominacja: Oscar za najlepszy scenariusz oryginalny (2005) |
| 2007 | Margot jedzie na ślub (Margot at the Wedding)                             | T           | T           | N           | N           |             |                                                            |
| 2009 | Fantastyczny pan Lis (Fantastic Mr. Fox)                                  | N           | T           | N           | N           |             |                                                            |
| 2009 | Alexander the Last                                                        | N           | N           | T           | N           |             |                                                            |
| 2010 | Greenberg                                                                 | T           | T           | N           | N           |             |                                                            |
| 2012 | Madagaskar 3 (Madagascar 3: Europe's Most Wanted)                         | N           | T           | N           | N           |             |                                                            |
| 2012 | Frances Ha                                                                | T           | T           | T           | N           |             |                                                            |
| 2014 | Ta nasza młodość (While We're Young)                                      | T           | T           | T           | N           |             |                                                            |
| 2014 | Dziewczyna warta grzechu (She's Funny That Way)                           | N           | T           | N           | N           |             |                                                            |
| 2015 | Mistress America                                                          | T           | T           | T           | N           |             |                                                            |
| 2015 | De Palma                                                                  | T           | N           | N           | N           |             |                                                            |
| 2017 | Opowieści o rodzinie Meyerowitz (utwory wybrane) (The Meyerowitz Stories) | T           | T           | T           | N           |             |                                                            |
| 2019 | Historia małżeńska (Marriage Story)                                       | T           | T           | T           | N           |             |                                                            |
| 2022 | Biały szum (White Noise)                                                  | T           | T           | T           | N           |             |                                                            |
| 2023 | Barbie (Barbie)                                                           | N           | T           | N           | N           |             | z Gretą Gerwig                                             |